# Sytový
Sytový je zaniklý hrad severně od Dolní Sytové, části obce Háje nad Jizerou v okrese Semily v Libereckém kraji. Hrad, v jehož zástavbě převládaly dřevěné konstrukce, byl osídlen v době od třináctého do patnáctého století.

## Historie
Podle výsledků archeologického výzkumu byl hrad osídlen v době od třináctého do patnáctého století, přičemž byl nejspíše po určitou dobu opuštěn a poté obnoven. První písemná zmínka o hradu pochází z roku 1322, kdy na něm sídlil Havel Houba z Lemberka. Později se stal majetkem Valdštejnů a jako centrum panství byl naposledy zmíněn v roce 1437.

## Stavební podoba
Pravděpodobně jednodílný hrad byl od okolního terénu oddělen šíjovým příkopem, který byl patrně rozšířen při budování novodobé cesty. Samotná plocha hradu se dělí do dvou výškových úrovní. Vyšší z nich má plochý povrch beze stop zástavby, ale archeologicky zde bylo zjištěno několik kůlových jamek. Zadní část leží o něco níže a obsahuje prohlubeň, která by mohla být pozůstatkem studny nebo cisterny. Na zadní straně se níže ve svahu nachází další plošina, ale její spojitost s hradem je nejasná. Vybíhá z ní terénní hrana, která lemuje celou jihozápadní stranu hradu.